# Börsjön, Östergötland
Börsjön är en sjö i Finspångs kommun i Östergötland och ingår i Motala ströms huvudavrinningsområde. Sjön är 4 meter djup, har en yta på 0,057 kvadratkilometer och är belägen 67,6 meter över havet.